# Ephraim Veitel Stiftung
Die Ephraim Veitel Stiftung mit Sitz in Berlin gilt als die wohl älteste jüdische Stiftung in Deutschland. Sie wurde 1799 durch Ephraim Veitel Ephraim, ein Mitglied der preußisch-jüdischen Hofjuweliersfamilie Ephraim und Sohn von Veitel Heine Ephraim, begründet und nach dessen Tod 1803 wirksam. Seitdem besteht die Stiftung – wenn auch unter wechselnden Namensgebungen – ununterbrochen bis heute.

## Geschichte
Die Ephraim Veitel Stiftung wurde durch das Testament von Ephraim Veitel Ephraim vom 6. Februar 1799 mit einem Grundkapital von genau „33.333 Reichsthalern, und acht Groschen Preußisch Courant“ ausgestattet und trat 1803 mit Namen „Ephraim Veitel(’sche) Stiftung“ in Kraft. Ihre Zielsetzung war die Förderung jüdischer Bildung und Erziehung sowie die Unterstützung bedürftiger Personen aus der Familie Ephraim und auch darüber hinaus und auch nichtjüdische Personen.
Vor ihrer „Arisierung“ ab 1934 finanzierte die Stiftung wesentlich die „Veitel Heine Ephraimsche Lehranstalt“, eine Bildungsstiftung des Vaters von Ephraim Veitel Ephraim, insbesondere während ihrer „universitären“ Phase. Die praktizierte Armen- und Krankenfürsorge wurde den sich ändernden sozialen und familiären Verhältnissen jeweils angepasst.
Im Zuge der nationalsozialistischen Entrechtung wurde die Stiftung ab 1934 arisiert und musste den Namen des jüdischen Stifters ablegen. Sie wurde dann unter der Bezeichnung „Stiftung von 1803“ als „nicht mehr jüdische“ Stiftung weitergeführt. Nach dem Zweiten Weltkrieg, der auch hohe Kapitalverluste brachte, wurde eine „Re-Judaisierung“ und damit die Wiederherstellung des ursprünglichen Rechtszustandes trotz der nachdrücklichen Forderung alliierter und Berliner Behörden verhindert. Verantwortlich war in dieser Periode weiterhin der seit 1936 bis zu seinem Tod 2000 amtierende Vorsitzende Ralf Lohan, der zudem den Sitz der Stiftung von Berlin nach Bonn verlegte. Die Rückführung auf den ursprünglichen Stand als jüdische Stiftung unter dem Namen ihres Stifters gelang erst nach dem Tod des „Dauervorsitzenden“ Lohan. Hierzu trugen auch neuere historische Recherchen über die Stiftung bei. Dies geschah seit 2007 mit Nachdruck durch den neuen Vorsitzenden Karl Erich Grözinger und auf der Grundlage der von ihm betriebenen Erforschung der Stiftungsgeschichte. Die Bemühungen führten 2018 schließlich zur Rückführung aus dem Bonner „Exil“ nach Berlin in das ehemalige Stammhaus der Familie Ephraim, dem wiederaufgebauten Ephraim-Palais im Nikolaiviertel von Berlin-Mitte. Rückkehr und Neubeginn der Stiftungstätigkeit in Berlin sind auch der gemeinsamen Anstrengung des neuen Vorstandes, dem nun auch Frau Lala Süsskind (2016–2024) und Frau Beatrice Magnus-Wiebel (seit 2017) angehören, und des Direktors der Stiftung Stadtmuseum Berlin, Paul Spies und dessen (damaliger) Mitarbeiterin Frau Nele Güntheroth geschuldet.

## Der Stifter
Der preußisch-jüdische Hofjuwelier Ephraim Veitel Ephraim wurde am 8. Oktober 1729 als zweites Kind von Veitel Heine Ephraim (1703–1775) und Elke Fraenkel (1703–ca. 1769) in Berlin geboren. Der Vater war ein sogenannter Hofjude Friedrichs des Großen (1712–1786), gehörte also zum Kreis der dem König dienenden Hoffaktoren, Münzpächter, Bankiers und Industriellen. Ephraim Veitel und seine drei Brüder Joseph, Zacharias und Benjamin erhielten sowohl eine traditionelle jüdische Erziehung als auch eine moderne weltliche Bildung. Nach dem Tod des Vaters übernahm Ephraim Veitel mit seinen Brüdern dessen Geschäfte. So wurde auch er ein Vertreter der jüdischen Hoffaktoren, die als Hofjuweliere, Münzunternehmer und Bankiers am preußischen Hof in Berlin wesentlich für die Finanzierung des Staates unter Friedrich II.  und seinem Nachfolger Friedrich Wilhelm II. (1744–1797) verantwortlich waren. Prinz Friedrich Wilhelm II. verlieh Ephraim Veitel Ephraim im Jahre 1782 den offiziellen Titel „Wirklicher Hof-, Krieges- und Cammer-Agent“ und nach seinem Regierungsantritt den Titel „Hofjuvelier und Hofagent“. Die Familie Ephraim betrieb außerdem eine Gold- und Silbermanufaktur sowie Seidenfabrikation und -handel und besaß mehrere Häuser und große Gärten, zu denen auch das 1762 bis 1769 erbaute Ephraim-Palais am Rande des Nikolaiviertels in Berlin-Mitte zählte. Das Rokoko-Palais diente der Familie bis 1823 als Wohn- und Geschäftshaus. 1935 wurde das Haus im Zuge einer Erweiterung des Mühlendamms abgerissen und 1985–1987 anlässlich der 750-Jahr-Feiern Berlins und im Zuge der Rekonstruktion des gesamten Nikolaiviertels von der DDR unter Verwendung originaler Bauteile wiedererrichtet. Heute wird das Palais für thematische Ausstellungen genutzt und gehört zum Verbund der Stiftung Stadtmuseum Berlin. Die Ephraim Veitel Stiftung ist hier seit 2018 mit einem Büro ansässig.
Der Stifter Ephraim Veitel Ephraim setzte sich zu Lebzeiten unter anderem bei Hofe mit einer Denkschrift für die Verbesserung der rechtlichen und wirtschaftlichen Lage der Juden ein. Vermutlich 1785 reichte er ein Memorandum „Über die Lage der Juden in Preußen“ bei Hofe ein, in dem er seine Ideen über die Judenemanzipation darlegte und gegen das von Friedrich dem Großen erlassene, die Juden beschränkende und finanziell belastende „Generalreglement“ argumentierte.
In seinem Testament von 1799 bestimmte Ephraim Veitel Ephraim einen Betrag für eine wohltätige Stiftung. Als die nach ihm benannte Ephraim Veitel Stiftung 1803 in Kraft trat, stand sie zu Beginn ganz in der Familientradition und hat wesentlich das Lehrpersonal und die Bibliothek der von seinem Vater gestifteten „Veitel Heine Ephraimschen Lehranstalt“ (Bet Ha-Midrasch) finanziert sowie Beträge an Ärzte des Jüdischen Krankenhauses in Berlin ausgezahlt.

## Ziele und Forschung
Heute erforscht und dokumentiert die Ephraim Veitel Stiftung in erster Linie ihre wechselvolle und komplexe eigene Geschichte und arbeitet öffentlichkeitsbezogen im Bereich Wissenschaft und Bildung und organisiert hierzu eigene Veranstaltungen. Sofern die Stiftungsmittel dies erlauben, fördert die Stiftung außerdem Projekte, die das Wissen um jüdisches Leben, jüdische Traditionen und Kultur in Deutschland erweitern, gestalten und sichern. Im Zentrum steht dabei das Leben und Wirken der Stifterfamilie Ephraim und ihres kulturellen, sozialen und wirtschaftlichen Umfelds.